# Vének
Vének è un comune di 169 abitanti situato nella contea di Győr-Moson-Sopron, nell'Ungheria nordoccidentale.